# Барнстебел (селище)
Барнстебел (англ. Barnstable) — одне із семи околиць у місті Барнстебел. Селище Барнстебел розташоване на північній стороні міста Барнстебел, і в ньому розміщені окружний комплекс, невеликий діловий район, діюча гавань і кілька невеликих пляжів. У селищі чимало визначних будинків, включаючи бібліотеку Стургіса, комедійний клуб "Барнстебел" і музей "Трейзер".
Бібліотека Стургіса була побудована в 1644 р. для преподобного Джона Лотропа, засновника Барнстебла. Будівля є одним із найстаріших будинків, що залишилися на Кейп-Коді. Найстаріша частина бібліотеки є найстарішою будівлею де розміщується публічна бібліотека в Сполучених Штатах. Оскільки Преподобний Лотроп використовував передню кімнату будинку для публічного поклоніння, ще однією відзнакою Бібліотеки Стургіса є те, що це найстаріша споруда, що досі існує в Америці, де регулярно проводилися релігійні служби. Ця кімната тепер називається "Кімната Лотропа" і містить балочну стелю та широкі дошки гарбузового кольору, що ілюструють первісний характер автентичних будинків Кейп-Код.